# Список CLI мов

## Широковідомі CLI мови

### Поточні мови
- C#: Найвикористовуваніша CLI мова [1], сильно подібна до Java, і дещо подібна до Object Pascal, (Delphi) та C++. Реалізація надана .NET Framework, .NET Core і Mono.
- C++/CLI: Версія C++ включно з розширеннями для використання CLR об'єктів. Реалізація надана лише .NET Framework. Видає код у змішаному режимі, коли двійковий файл може містити керований і нативний код. Компілятор розроблений Microsoft.
- Cobra
- Component Pascal
- Eiffel
- F#: Мультипарадигмальна CLI мова, що підтримує функціональне програмування і імперативне об'єктно-орієнтоване програмування. Варіант ML і значною мірою сумісна з OCaml. Втілення надане .NET Framework, .NET Core і Mono.
- F* - Залежно типізована мова базована на F#.
- Fantom
- IronPython: CLI втілення Python, побудований на Dynamic Language Runtime (DLR).
- IronScheme
- Limnor Studio
- Managed JScript: CLI втілення JScript побудованого на Dynamic Language Runtime (DLR). Відповідає ECMAScript версії 3.
- Nemerle: мультипарадігмальна мова подібна до C#, OCaml і Lisp.
- Oxygene: Object Pascal-базована CLI мова.
- PeachPie
- Phalanger: Втілення PHP з розширеннями для ASP.NET. Попередник PeachPie.
- PowerBuilder
- Small Basic: Похідна від BASIC мова програмування створена Microsoft для навчання програмуванню. Підтримувані випуски націлені на .NET Framework версій 3.5 і 4.5.
- Silverfrost FTN95: Втілення Fortran 95.
- Synergy DBL .NET
- Team Developer: SQLWindows Application Language (SAL) починаючи з Team Developer 6.0.
- Visual Basic .NET (VB.NET): Перепроектований діалект Visual Basic. Реалізації надані .NET Framework, .NET Core і Mono.
- Visual COBOL
- PowerShell: Об'єктно орієнтована командно рядкова оболонка. PowerShell може динамічно завантажувати .NET збірки написані на будь-якій з CLI мов. PowerShell використовує унікальний скриптовий синтаксис і використовує фігурні дужки подібно до C-базованих мов.

### Покинуті чи застарілі мови
- A#: CLI реалізація Ada.
- Axum
- Boo
- GrGen.NET
- IronRuby: CLI реалізація Ruby з відкритим кодом, побудована на Dynamic Language Runtime (DLR).
- J#: CLI-сумісна реалізація Java. Компілятор розроблений Microsoft. Проект J# було закрито. Остання версія постачалась із Visual Studio 2005, і підтримувалась до 2015.
- JScript .NET: CLI втілення ECMAScript версії 3, сумісне з JScript. Містить розширення для статичної типізації. Покинутий через Managed JScript.
- Managed C++: Версія C++ для CLR. Позначений застарілим через C++/CLI.
- Niecza - CLI реалізація Perl 6.